# Quercus pumila
Quercus pumila là một loài thực vật có hoa trong họ Cử. Loài này được Walter miêu tả khoa học đầu tiên năm 1788.

## Hình ảnh

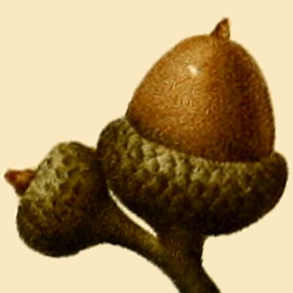
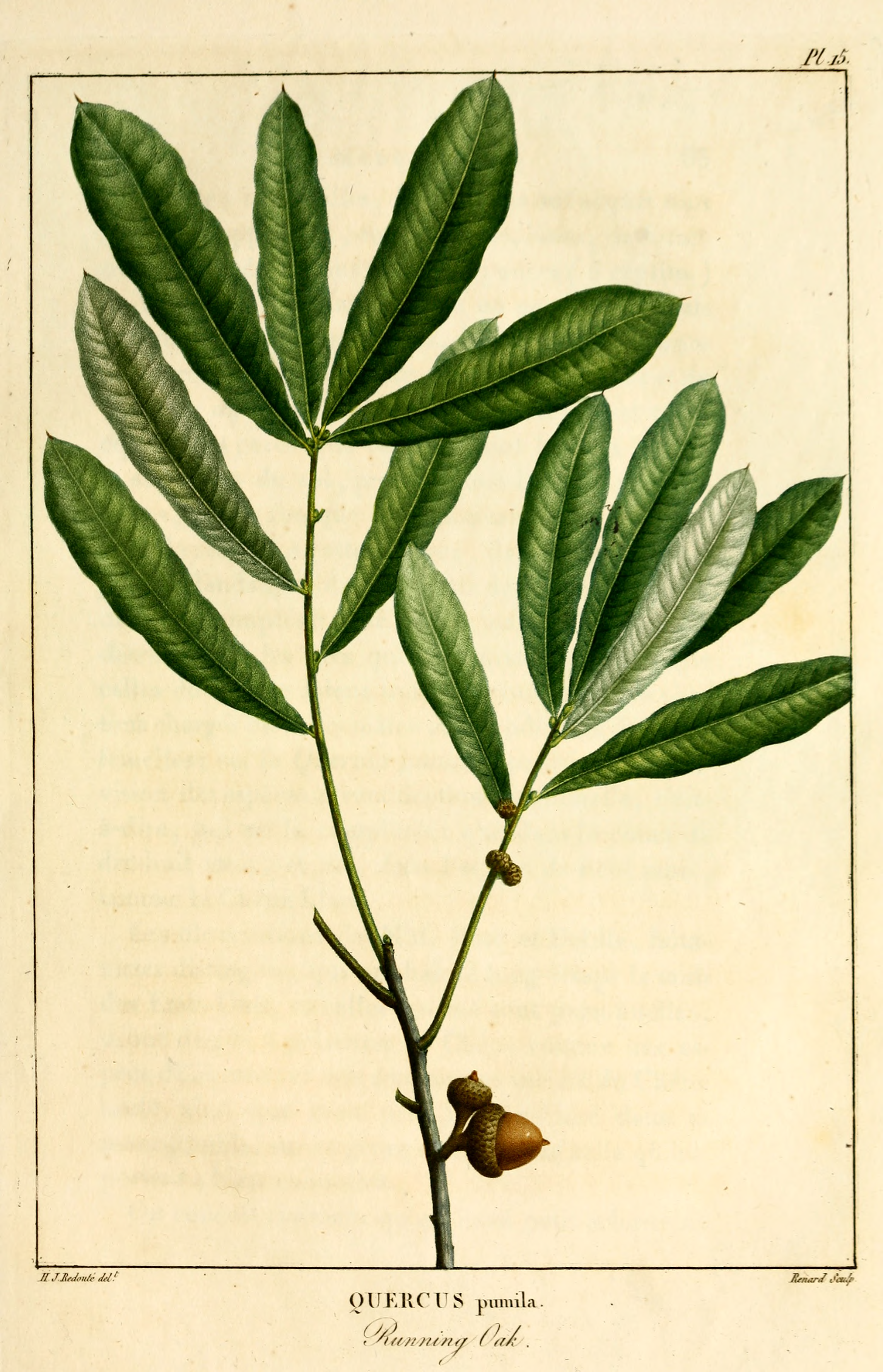
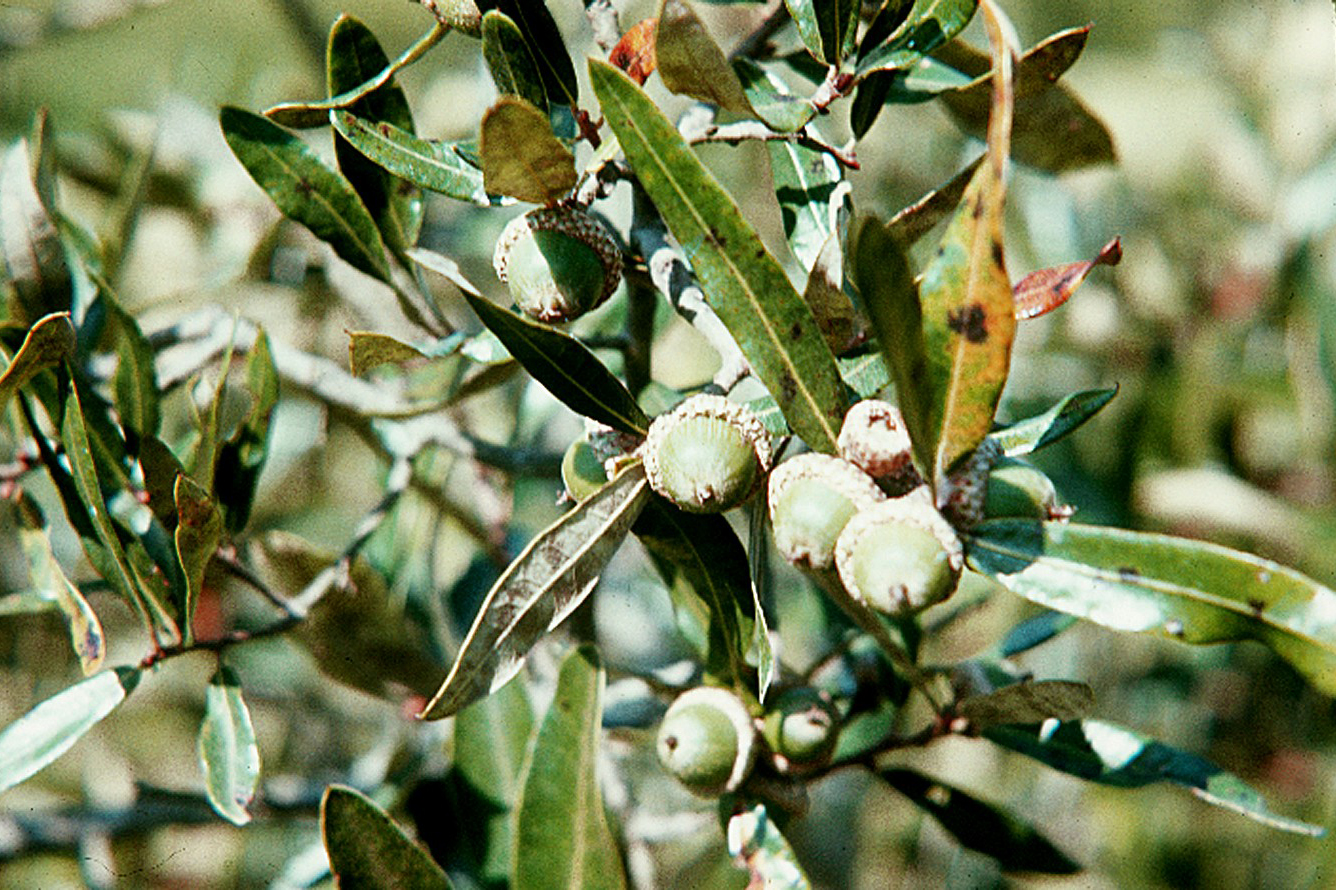
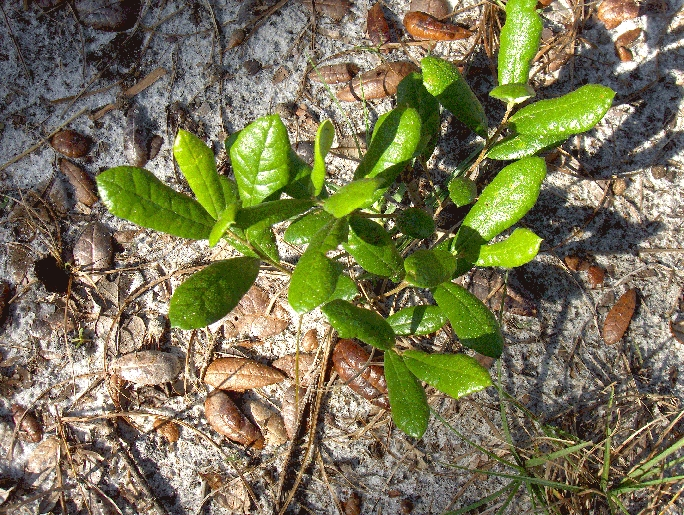